# Amata ragazzii
Espèce
Amata ragazzii est une espèce de lépidoptères (papillons) de la famille des Erebidae et de la sous-famille des Arctiinae.
- Répartition : Sud de l'Italie.
- Envergure du mâle : de 20 à 22 mm.
- Période de vol : de juin à juillet, de 800 à 1 000 m.

## Source
- P.C. Rougeot, P. Viette, Guide des papillons nocturnes d'Europe et d'Afrique du Nord, Delachaux et Niestlé, Lausanne 1978.